# 4692 SIMBAD
أس آي أم بي أي دي (ويعرف أيضًا باسم 4692 أس آي أم بي أي دي وفق تسمية الكوكب الصغير) (بالإنجليزية: SIMBAD)‏ هو كويكب ضمن حزام الكويكبات؛ وترتيبه 4692 من حيث الاكتشاف.
اكتُشف هذا الجُرم الفلكي بواسطة Brian A. Skiff ‏ في 4 نوفمبر 1983.

## وصلات خارجية
- 4692 SIMBAD في قاعدة بيانات مختبر الدفع النفاث لأجرام النظام الشمسي الصغيرة

- الاكتشاف · مخطط المدار ·  العناصر المدارية · المعلمات المادية

- 4692 SIMBAD على موقع ويكي سكاي: DSS2, SDSS, GALEX, IRAS, Hydrogen α, X-Ray, Astrophoto, Sky Map, Articles and images